# UTC+13:00

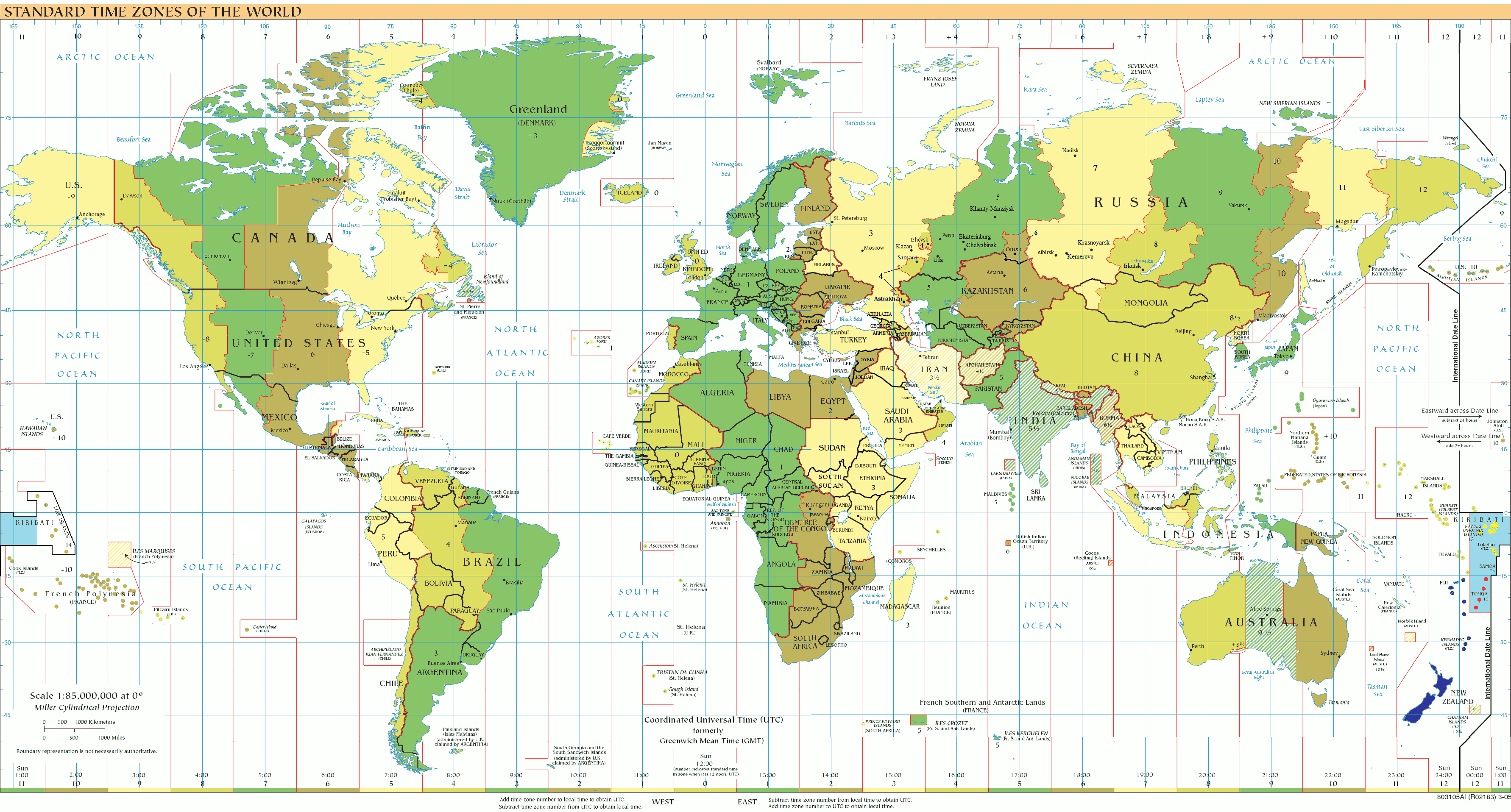
UTC+13 на карте часовых поясов мира:
синим — Новозеландское время летом (ноябрь-март) в Южном полушарии в зоне UTC+13 (зимой, в апреле-октябре, — UTC+12);
голубым — зона UTC+13 в океанах;
ярко-жёлтым — зона UTC+13 круглогодично.

UTC+13 — часовой пояс, используемый на некоторых территориях, лежащих с западной стороны Линии перемены дат, где она отклоняется к востоку.

## Круглый год
- Кирибати (часть):
  - Архипелаг Феникс
- Токелау
- Тонга

## Летом в Южном полушарии (ноябрь-март)
- Новая Зеландия (кроме архипелаг Чатем)

## Зимой в Южном полушарии (апрель-октябрь)
- Самоа (с 31 декабря 2011 года[1])

## Регионы Российской Федерации (до 2009 года)
Россия — Чукотский автономный округ

 Россия — Камчатский край
До 2009 года включительно в зоне UTC+13 находились крайне восточные регионы России, где использовалась летнее Камчатское время. В 2010 году Камчатское время было упразднено, на соответствующих территориях переход на UTC+13 не был проведён одновременно со всей страной, и данные регионы оказались в Магаданском времени. Таким образом, с 2010 года на территории РФ больше нет регионов в зоне UTC+13 ни зимой, ни летом.